# Naja pallida
Il cobra sputatore rosso (Naja pallida Boulenger, 1896) è un serpente della famiglia degli Elapidi, di dimensioni medie, la cui lunghezza massima va dai 70 ai 120 cm.

## Galleria d'immagini

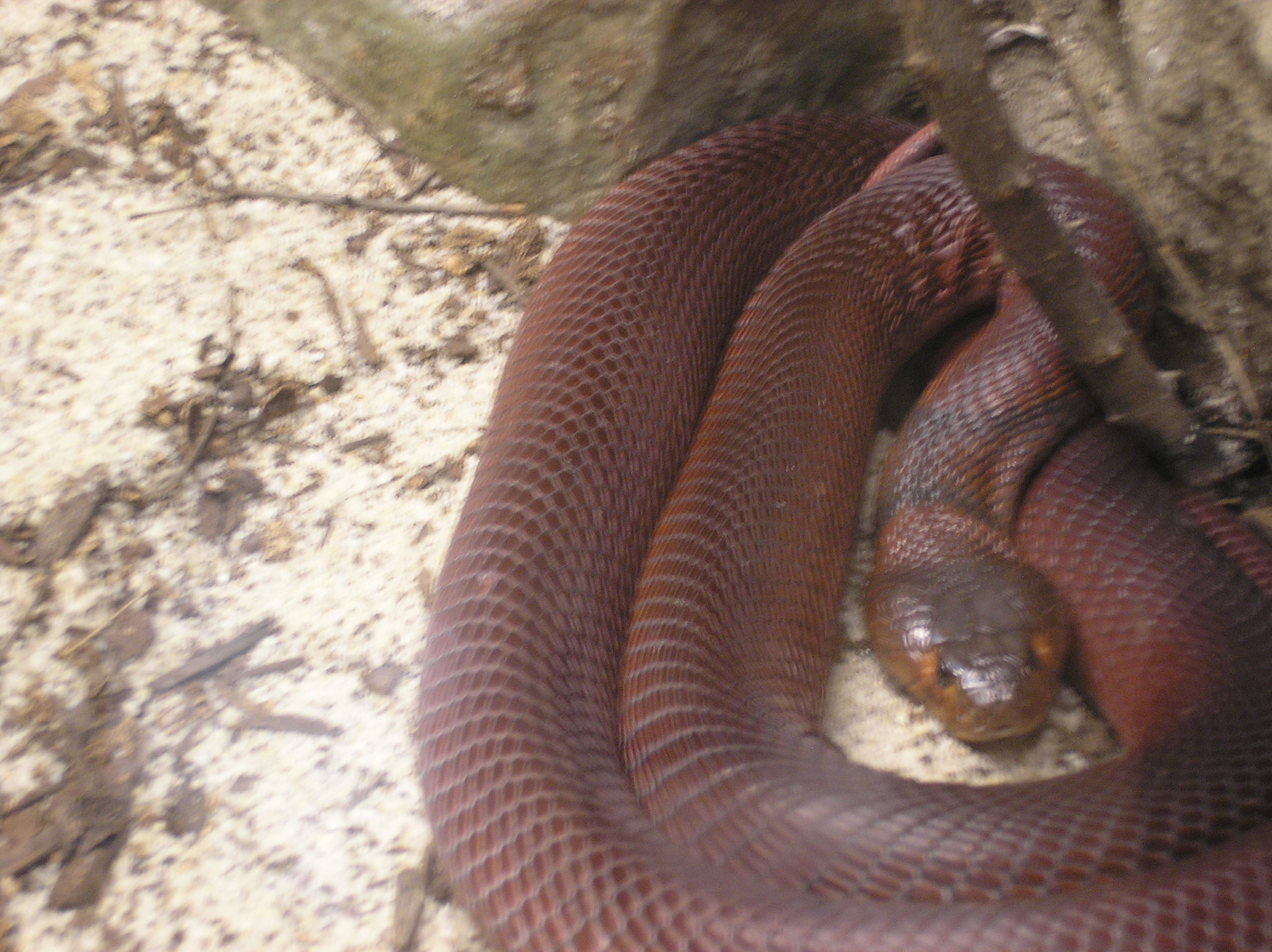
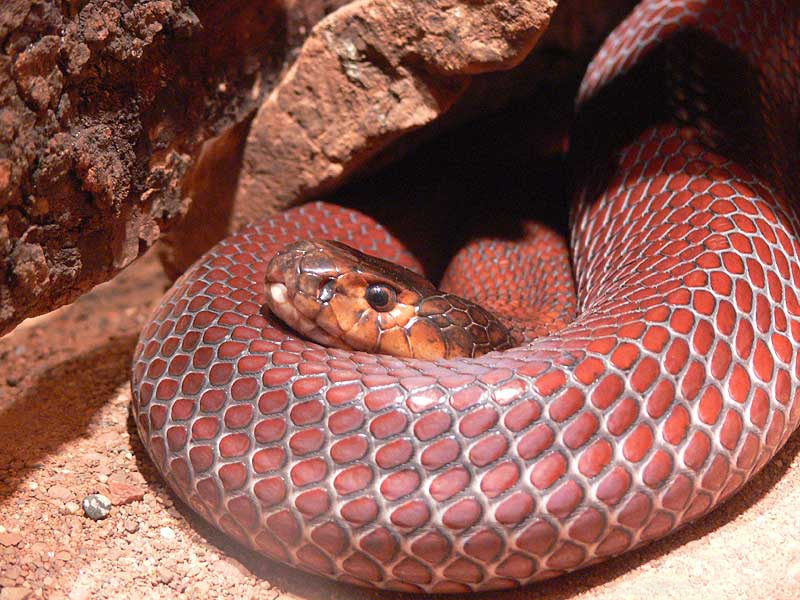
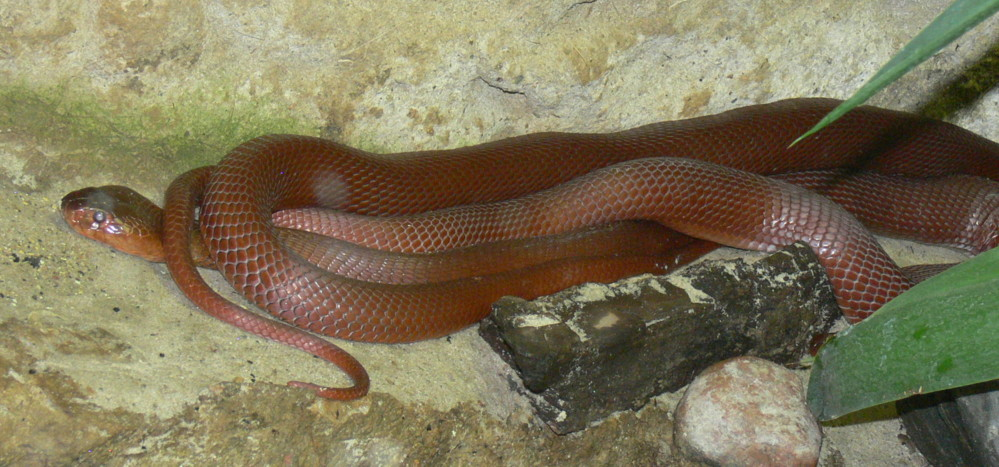

## Descrizione
Il colore della pelle è prevalentemente rosso ma negli esemplari adulti va dal rosso al grigio. Di solito sono lunghi 1 m, ma esistono esemplari che raggiungono 1,5 m.

## Biologia
Questo serpente vive abitualmente nelle zone desertiche. Spesso si spinge anche in aree coltivate, alla ricerca di cibo.
Quando si sente minacciato solleva la parte anteriore del corpo ed estende le nervature del collo in modo da assumere un aspetto minaccioso. Inoltre se l'intruso si trova a distanza ravvicinata, il serpente forza il veleno attraverso piccole aperture fra i denti e lo nebulizza nell'aria fino ad una distanza di 2 m: il veleno sputato può provocare cecità permanente.

### Alimentazione
Il cobra sputatore rosso si nutre prevalentemente di rettili, uccelli e roditori.
Per cacciare morde la vittima inoculandole il veleno, che la uccide prima dell'inizio del processo digestivo. La preda viene inghiottita intera a partire dalla testa, in modo da facilitare il passaggio del corpo lungo l'apparato digerente. La digestione è piuttosto lenta e, a seconda delle dimensioni della preda inghiottita, il serpente può trascorrere molto tempo senza uscire di nuovo per cacciare.

### Riproduzione
Il cobra sputatore rosso è oviparo. Le femmine depongono da 10 a 15 uova in tane o fra materiale in fermentazione.